# Rosa teberdensis
Rosa teberdensis är en rosväxtart som beskrevs av Vladimir Gennadievich Chrshanovski. Rosa teberdensis ingår i släktet rosor, och familjen rosväxter. Inga underarter finns listade i Catalogue of Life.